# МКС-72
МКС-72 — сімдесят другий довготривалий екіпаж Міжнародної космічної станції. Його робота розпочалась 23 вересня 2024 року з моменту відстиковки від станції корабля Союз МС-25 та тривала до 19 квітня 2025 року. Експедиція складалась з декількох етапів — на станції працювали від 7 до 11 космонавтів, це екіпажі кораблів Союз МС-26, Boeing Crew Flight Test, SpaceX Crew-9, SpaceX Crew-10 та Союз МС-27. Вона тривала загалом понад 208 діб.

## Екіпаж
Експедиція складатиметься з декількох етапів — на першому на станції працюватиме 9 космонавтів — екіпажі кораблів Союз МС-26, Boeing Crew Flight Test та SpaceX Crew-8. 29 вересня до МКС також прибув екіпаж місії SpaceX Crew-9, 16 березня 2025 — прибув екіпаж SpaceX Crew-10, а 8 квітня 2025 — прибув Союз МС-27.

| Політ                   | Члени екіпажу                               | Частина 72a   | Частина 72b      | Частина 72c           | Частина 72d   | Частина 72e   | Частина 72f     | Частина 72g   |
| Політ                   | Члени екіпажу                               | 23—29.09.2024 | 29.09—23.10.2024 | 23.10.2024—27.03.2025 | 7—16.03.2025  | 16—18.03.2025 | 18.03—8.04.2025 | 8—19.04.2025  |
| ----------------------- | ------------------------------------------- | ------------- | ---------------- | --------------------- | ------------- | ------------- | --------------- | ------------- |
| Союз МС-26              | Олексій Овчінін, Роскосмос Третій політ     | Бортінженер   | Бортінженер      | Бортінженер           | Командир      | Командир      | Командир        | Командир      |
| Союз МС-26              | Іван Вагнер, Роскосмос Другий політ         | Бортінженер   | Бортінженер      | Бортінженер           | Бортінженер   | Бортінженер   | Бортінженер     | Бортінженер   |
| Союз МС-26              | Дональд Петтіт, НАСА Четвертий політ        | Бортінженер   | Бортінженер      | Бортінженер           | Бортінженер   | Бортінженер   | Бортінженер     | Бортінженер   |
| SpaceX Crew-8           | Метью Домінік, НАСА Перший політ            | Бортінженер   | Бортінженер      | Поза станцією         | Поза станцією | Поза станцією | Поза станцією   | Поза станцією |
| SpaceX Crew-8           | Майкл Барратт, НАСА Третій політ            | Бортінженер   | Бортінженер      | Поза станцією         | Поза станцією | Поза станцією | Поза станцією   | Поза станцією |
| SpaceX Crew-8           | Джанетт Еппс, НАСА Перший політ             | Бортінженер   | Бортінженер      | Поза станцією         | Поза станцією | Поза станцією | Поза станцією   | Поза станцією |
| SpaceX Crew-8           | Олександр Гребінкін, Роскосмос Перший політ | Бортінженер   | Бортінженер      | Поза станцією         | Поза станцією | Поза станцією | Поза станцією   | Поза станцією |
| Boeing Crew Flight Test | Баррі Вілмор, НАСА Третій політ             | Бортінженер   | Бортінженер      | Бортінженер           | Бортінженер   | Бортінженер   | Поза станцією   | Поза станцією |
| Boeing Crew Flight Test | Суніта Вільямс, НАСА Третій політ           | Командир      | Командир         | Командир              | Бортінженер   | Бортінженер   | Поза станцією   | Поза станцією |
| SpaceX Crew-9           | Нік Гейґ, НАСА Другий політ                 | Поза станцією | Бортінженер      | Бортінженер           | Бортінженер   | Бортінженер   | Поза станцією   | Поза станцією |
| SpaceX Crew-9           | Олександр Горбунов, Роскосмос Перший політ  | Поза станцією | Бортінженер      | Бортінженер           | Бортінженер   | Бортінженер   | Поза станцією   | Поза станцією |
| SpaceX Crew-10          | Енн Макклейн, НАСА Другий політ             | Поза станцією | Поза станцією    | Поза станцією         | Поза станцією | Бортінженер   | Бортінженер     | Бортінженер   |
| SpaceX Crew-10          | Ніколь Айерс, НАСА Перший політ             | Поза станцією | Поза станцією    | Поза станцією         | Поза станцією | Бортінженер   | Бортінженер     | Бортінженер   |
| SpaceX Crew-10          | Такуя Оніші, JAXA Другий політ              | Поза станцією | Поза станцією    | Поза станцією         | Поза станцією | Бортінженер   | Бортінженер     | Бортінженер   |
| SpaceX Crew-10          | Кіріл Пєсков, Роскосмос Перший політ        | Поза станцією | Поза станцією    | Поза станцією         | Поза станцією | Бортінженер   | Бортінженер     | Бортінженер   |
| Союз МС-27              | Сергій Рижиков, Роскосмос Третій політ      | Поза станцією | Поза станцією    | Поза станцією         | Поза станцією | Поза станцією | Поза станцією   | Бортінженер   |
| Союз МС-27              | Олексій Зубрицький, Роскосмос Перший політ  | Поза станцією | Поза станцією    | Поза станцією         | Поза станцією | Поза станцією | Поза станцією   | Бортінженер   |
| Союз МС-27              | Джонні Кім, НАСА Перший політ               | Поза станцією | Поза станцією    | Поза станцією         | Поза станцією | Поза станцією | Поза станцією   | Бортінженер   |

## Хід місії
23 вересня 2024 року, о 08:36 (UTC), від станції від'єднався корабель Союз МС-25 із трьома космонавтами на борту, з цього часу розпочалась робота 72-ї експедиції у складі 9 космонавтів.
29 вересня 2024 року, о 21:30 (UTC), до станції прибув корабель SpaceX Crew-9 із двома косонавтами на борту (Нік Хейг та Олександр Горбунов). На МКС стало 11 космонавтів.
23 жовтня 2024 року, о 21:05 (UTC), від станції від'єднався корабель SpaceX Crew-8 із чотирма космонавтами на борту (Метью Домінік, Майкл Барратт, Джанетт Еппс та Олександр Гребінкін) та наступного дня успшно опустився в Мексиканській затоці. У складі експедиції залишилось працювати 7 космонавтів.
5 листопада 2024 року, о 14:52 (UTC), до станції прибув вантажний корабель SpaceX CRS-31, він доставив 2762 кг корисного вантажу.
16 грудня о 16:05 (UTC) вантажний корабель SpaceX CRS-31 від'єднався від станції. На своєму борту він мав результати наукових експериментів.
16 березня 2025 року, о 04:04 (UTC), до модуля Гаромні пристикувався корабель SpaceX Crew-10 із чотирма космонавтами на борту (Анн МакКлейн, Ніколь Айрес, Такуя Оніші та Кіріл Пєсков). На станції стало 11 членів екіпажу.
18 березня 2025 року, о 05:05 (UTC), корабель SpaceX Crew-9 від'єднався від станції. На його борту було двоє членів цього корабля (Нік Гейґ та Александр Горбунов), а також двоє космонавтів (Баррі Вілмор та Суніта Вільямс), які прибули до МКС на борту Boeing Crew Flight Test та не могли безпечно повернутись на ньому назад через технічні несправності корабля. Через це Баррі Вілмор та Суніта Вільямс пробули на МКС майже на 9 місяців довше, ніж було заплановано. Невдовзі корабель успішно опустився в Мексиканській затоці. На станції залишлись працювати 7 космонавтів.
28 березня 2025 року, за допомогою крану Канадарм2 від станції було від'єднано вантажний корабель Cygnus NG-21, який пробув на МКС з 6 серпня 2024 року. Невдовзі корабель успішно опустився в Атлантичному океані, повернувши на Землю результати наукових експериментів.
8 квітня 2025 року, о 08:57 (UTC), до станції прибув корабель Союз МС-27 з трьома космонавтами на борту (Сергій Рижиков, Олексій Зубрицький та Джонатан Кім). У складі експедиції стало 10 осіб.
19 квітня 2025 року о 21:57 (UTC) корабель Союз МС-26 із трьома космонавтами на борту від'єднався від станції, з цього моменту розпочалась робота 73-ї експедиції. Невдовзі капсула космічного корабля «Союз МС-26» з двома росіянами та одним американцем приземлилася поблизу міста Жезказган у Казахстані. Астронавти Олексій Овчинін, Іван Вагнер (РФ) і Дональд Рой Петтіт (США) повернулися з МКС, де завершили свою семимісячну дослідницьку місію, в ході якої провели в космосі 220 днів і виконали 3520 обертів навколо Землі.